# Tournay (Hautes-Pyrénées)
Tournay település Franciaországban, Hautes-Pyrénées megyében. Lakosainak száma 1296 fő (2022. január 1.). Tournay Bordes, Bernadets-Dessus, Burg, Oléac-Dessus, Oueilloux, Ozon, Peyraube és Poumarous községekkel határos.

## Népesség
A település népessége az elmúlt években az alábbi módon változott:
| Lakosok száma | 1358 | 1318 | 1285 | 1209 | 1189 | 1172 | 1164 | 1230 | 1296 |
|               | 2013 | 2015 | 2016 | 2017 | 2018 | 2019 | 2020 | 2021 | 2022 |